# فانی رینه
فانی رینه (انگلیسی: Fanny Rinne؛ زادهٔ ۱۵ آوریل ۱۹۸۰) بایکن هاکی روی چمن اهل آلمان بود. فانی رینه در پست حمله در تیم ملی هاکی آلمان بازی می‌کند و در طول حرفه‌ خود در بسیاری از رقابت‌های بین‌المللی و مسابقات قهرمانی جهان شرکت کرده است. او همچنین در برخی از باشگاه‌های هاکی پروفسیونال نیز بازی کرده است.
وی همچنین برندهٔ جوایزی همچون برگ بوی نقره‌ای شده‌است.
وی در مسابقات کشوری و بین‌المللی در مجموع برندهٔ ۴ مدال طلا، ۶ مدال نقره، ۳ مدال برنز شده‌است.